# دنیاگیری کووید-۱۹ در بلژیک
دنیاگیری ۲۰–۲۰۱۹ کروناویروس تأیید شد که در ۴ فوریه ۲۰۲۰، هنگامی که اولین پرونده کووید-۱۹ در بروکسل تأیید شد، از جمهوری خلق چین به بلژیک گسترش یافت. این همه‌گیری فقط از اول مارس آغاز شد، هنگامی که بسیاری از اسکی بازان که تعطیلات مدرسه را در اطراف کارناوال در شمال ایتالیا گذرانده بودند مجاز به بازگشت به محل کار یا مدرسه شدند. آخرین موارد تأیید شده، مرگ و میر و بهبودی در شیوع تاج ویروس در بلژیک را می‌توان در وب سایت Sciensano یافت.
تلاش برای مقابله با شیوع تاج ویروس در بلژیک باید توسط ۹ وزیر بهداشت فدرال و منطقه ای انجام شود، Maggie De Block (Open VLD, دولت فدرال), Wouter Beke (CD&V، جامعه فلاندی), Christine Morreale (PS, انجمن فرانسه), آنتونیوس آنتونیادیس (SP, جامعه آلمانی زبان), Bénédicte Linard (اکوولو، جامعه فرانسه), والری گلاتینی (MR, جامعه فرانسه), آلن مارون (اکوولو، بروکسل), الکه ون دن برنت Brandt (گرین، بروکسل) and باربارا تراچن (اکوولو، بروکسل). با پشتیبانی از:
- Sciensano, مؤسسه ملی بهداشت عمومی بلژیک،
- آژانس‌های دیگر مانند آژانس مراقبت و بهداشت در فلاندر و آژانس والون برای زندگی با کیفیت (AViQ) والونیا و کمیسیون مشترک جامعه در بروکسل
- گروه ارزیابی ریسک (RAG) به ریاست Sciensano
- گروه مدیریت ریسک (RMG) به رهبری دکتر پل پردون MD
- کمیته علمی کروناویروس (استیون ون گچت)t, مارک ون رانست، ناتالی بوزویت، اریکا ولیگ و شارلوت مارتین)
- مرکز ملی بحران (NCCN) به رهبری بارت رئیماکرز.[۶]

برخلاف بیشتر کشورهای همسایه (هلند، فرانسه، آلمان و UK), مقامات بلژیک در ابتدا مایل به ارائه اطلاعات یا آماری درمورد محل قرارگیری پرونده‌ها نبودند، غیر از آمار مربوط به هر منطقه: فلاندر، بروکسل و والونیا. Sciensano از ۱۸ مارس به بعد و برای هر شهرداری از ۲۶ مارس به بعد شروع به انتشار آمار در هر استان کرد.

## جدول زمانی
| کووید-۱۹ موارد در بلژیک () درگذشتگان بهبودی‌ها موارد فعال فوریه مارس آوریل Last 15 days | کووید-۱۹ موارد در بلژیک () درگذشتگان بهبودی‌ها موارد فعال فوریه مارس آوریل Last 15 days | کووید-۱۹ موارد در بلژیک () درگذشتگان بهبودی‌ها موارد فعال فوریه مارس آوریل Last 15 days | کووید-۱۹ موارد در بلژیک () درگذشتگان بهبودی‌ها موارد فعال فوریه مارس آوریل Last 15 days | کووید-۱۹ موارد در بلژیک () درگذشتگان بهبودی‌ها موارد فعال فوریه مارس آوریل Last 15 days |
| --- | -------------------------------------------------------------------------------------- | -------------------------------------------------------------------------------------- | -------------------------------------------------------------------------------------- | -------------------------------------------------------------------------------------- |
| تاریخ | تاریخ                                                                                  |                                                                                        | # موارد                                                                                | # مرگ و میر                                                                            |
| 2020-02-04 | 2020-02-04                                                                             |                                                                                        | 1(n.a.)                                                                                |                                                                                        |
| ⋮ | ⋮                                                                                      |                                                                                        | 1(=)                                                                                   |                                                                                        |
| 2020-03-01 | 2020-03-01                                                                             |                                                                                        | 2(+100%)                                                                               |                                                                                        |
| 2020-03-02 | 2020-03-02                                                                             |                                                                                        | 8(+300%)                                                                               |                                                                                        |
| 2020-03-03 | 2020-03-03                                                                             |                                                                                        | 13(+62%)                                                                               |                                                                                        |
| 2020-03-04 | 2020-03-04                                                                             |                                                                                        | 23(+77%)                                                                               |                                                                                        |
| 2020-03-05 | 2020-03-05                                                                             |                                                                                        | 50(+117%)                                                                              |                                                                                        |
| 2020-03-06 | 2020-03-06                                                                             |                                                                                        | 109(+118%)                                                                             |                                                                                        |
| 2020-03-07 | 2020-03-07                                                                             |                                                                                        | 169(+55%)                                                                              |                                                                                        |
| 2020-03-08 | 2020-03-08                                                                             |                                                                                        | 200(+18%)                                                                              |                                                                                        |
| 2020-03-09 | 2020-03-09                                                                             |                                                                                        | 239(+20%)                                                                              |                                                                                        |
| 2020-03-10 | 2020-03-10                                                                             |                                                                                        | 267(+12%)                                                                              | 1(n.a.)                                                                                |
| 2020-03-11 | 2020-03-11                                                                             |                                                                                        | 314(+18%)                                                                              | 3(+200%)                                                                               |
| 2020-03-12 | 2020-03-12                                                                             |                                                                                        | 399(+27%)                                                                              | 3(=)                                                                                   |
| 2020-03-13 | 2020-03-13                                                                             |                                                                                        | 559(+39%)                                                                              | 3(=)                                                                                   |
| 2020-03-14 | 2020-03-14                                                                             |                                                                                        | 689(+23%)                                                                              | 4(+33%)                                                                                |
| 2020-03-15 | 2020-03-15                                                                             |                                                                                        | 886(+29%)                                                                              | 4(=)                                                                                   |
| 2020-03-16 | 2020-03-16                                                                             |                                                                                        | 1,058(+19%)                                                                            | 5(+25%)                                                                                |
| 2020-03-17 | 2020-03-17                                                                             |                                                                                        | 1,243(+17%)                                                                            | 5(=)                                                                                   |
| 2020-03-18 | 2020-03-18                                                                             |                                                                                        | 1,486(+20%)                                                                            | 14(+180%)                                                                              |
| 2020-03-19 | 2020-03-19                                                                             |                                                                                        | 1,795(+21%)                                                                            | 21(+50%)                                                                               |
| 2020-03-20 | 2020-03-20                                                                             |                                                                                        | 2,257(+26%)                                                                            | 37(+76%)                                                                               |
| 2020-03-21 | 2020-03-21                                                                             |                                                                                        | 2,815(+25%)                                                                            | 67(+81%)                                                                               |
| 2020-03-22 | 2020-03-22                                                                             |                                                                                        | 3,401(+21%)                                                                            | 75(+12%)                                                                               |
| 2020-03-23 | 2020-03-23                                                                             |                                                                                        | 3,743(+10%)                                                                            | 88(+17%)                                                                               |
| 2020-03-24 | 2020-03-24                                                                             |                                                                                        | 4,269(+14%)                                                                            | 122(+39%)                                                                              |
| 2020-03-25 | 2020-03-25                                                                             |                                                                                        | 4,937(+16%)                                                                            | 178(+46%)                                                                              |
| 2020-03-26 | 2020-03-26                                                                             |                                                                                        | 6,235(+26%)                                                                            | 220(+24%)                                                                              |
| 2020-03-27 | 2020-03-27                                                                             |                                                                                        | 7,284(+17%)                                                                            | 289(+31%)                                                                              |
| 2020-03-28 | 2020-03-28                                                                             |                                                                                        | 9,134(+25%)                                                                            | 353(+22%)                                                                              |
| 2020-03-29 | 2020-03-29                                                                             |                                                                                        | 10,836(+19%)                                                                           | 431(+22%)                                                                              |
| 2020-03-30 | 2020-03-30                                                                             |                                                                                        | 11,899(+10%)                                                                           | 513(+19%)                                                                              |
| 2020-03-31 | 2020-03-31                                                                             |                                                                                        | 12,775(+7.4%)                                                                          | 705(+37%)                                                                              |
| 2020-04-01 | 2020-04-01                                                                             |                                                                                        | 13,964(+9.3%)                                                                          | 828(+17%)                                                                              |
| 2020-04-02 | 2020-04-02                                                                             |                                                                                        | 15,348(+9.9%)                                                                          | 1,011(+22%)                                                                            |
| 2020-04-03 | 2020-04-03                                                                             |                                                                                        | 16,770(+9.3%)                                                                          | 1,143(+13%)                                                                            |
| 2020-04-04 | 2020-04-04                                                                             |                                                                                        | 18,431(+9.9%)                                                                          | 1,283(+12%)                                                                            |
| سخنان: - تاریخ های فوق تاریخ های گزارش است که می تواند متفاوت از تاریخ واقعی تشخیص یا فوت باشد. منابع: - until 2020-03-13: info-coronavirus.be - from 2020-03-14: Sciensano daily reports at 11:00 CET |                                                                                        |                                                                                        |                                                                                        |                                                                                        |

### ژانویه ۲۰۲۰
اولین گزارشات از بیماری مرموز ریه در شهر چین ووهان حدود 8 ژانویه در مطبوعات بلژیک ظاهر شد.
در تاریخ 29 ژانویه ، جشن های سال نو چینی در این جشنواره لغو شد دانشگاه کاتولیک لون.

### فوریه ۲۰۲۰
در 2 فوریه ، اتباع بلژیکی ساکن هوبی در یک پرواز تخلیه در آنجا فرود آمدند پایگاه هوایی ملسبروک نزدیک به بروکسل, قبل از انتقال به بیمارستان نظامی Neder-over-Heembeek جایی که آنها تحت قرنطینه 14 روزه قرار گرفتند و به دلیل آلودگی به ویروس مورد آزمایش قرار گرفتند.
در تاریخ 4 فوریه ، اعلام شد که یکی از مراجعه‌کنندگان مثبت برای کروناویروس رمان آزمایش کرده است, اولین مورد در بلژیک. بیمار ، یک مرد بدون علامت 54 ساله ، سپس به بیمارستان سنت پیتر در بیمارستان منتقل شد بروکسل, یکی از دو مرکز مراجعه به کشور است.
در 21 فوریه ، گروهی از ده شهروند بلژیکی پس از محدودیت در این اجازه مجاز به بازگشت به بلژیک شدند MS Westerdam کشتی مسافرتی برای چند روز.
در 24 فوریه ، پس از گسترش کووید-19 در شمال ایتالیا ، صد شهروند بلژیکی قرار گرفتند قرنطینه در H10 Costa Adeje Palace در تنریف که قفل شد. به پانزده نفر اجازه داده شد که در 28 فوریه بازگردند.  در باقی مانده اجازه داده شد که در تاریخ 5 مارس به بلژیک برگردد ، بدون این که آزمایش جوندگان انجام شود.

### مارس ۲۰۲۰
در اول مارس ، دومین مورد از کروناویروس در بلژیک ، یک زن هلندی که از آنجا برگشته بود ، تأیید شد کریپ-آن-والوسی در یکی از مناطق تحت تأثیر فرانسه. 
سالانه یک هفته سال تحصیلی دور و بر کارناوال از 22 فوریه تا 1 مارس 2020 به طول انجامید و تعداد معدودی از مردم در آن دوره به تعطیلات اسکی می روند.  تعداد عفونت های ویروس شناسایی شده به همین دلیل با بازگشت افرادی که در استراحتگاه های اسکی شمال ایتالیا اقامت داشتند ، به شدت افزایش یافت.
در 2 مارس ، شش مورد دیگر ، در مجموع هشت مورد ، تشخیص داده شده بود.  پنج مورد در فلاندر و دیگری در بروکسل پیدا شده اند که هر شش نفر از شمال ایتالیا بازگشتند. وزیر دو بلوک خاطرنشان کرد: هیچ دلیلی برای وحشت وجود ندارد و گفت بلژیک می تواند با این بیماری همه گیر شود.
از 3 مارس ، شش پرونده دیگر تأیید شد که در مجموع 14 پرونده تشکیل شده است.  یکی از افراد آلوده یک نوجوان 17 ساله بود که به مدرسه خود بازگشت تیئنان بعد از تعطیلات اسکی در شمال ایتالیا. شخص دیگری از سینت-نیکلاس از تعطیلات اسکی بازگشت. یک بیمار از ورویه در کلینیک بروکسل بستری شد, و دو مورد درCouthuin (قسمتی از ارون).   یک بیمار یک مرد 65 ساله است  اوپن که علائم نسبتاً شدیدی را نشان داده و در هیچ یک از مناطق با خطر بالاتر از عفونت وجود نداشته است. استیون ون گچت از کمیته علمی پیش بینی کرد که در بدترین حالت ، این بیماری همه گیر 13000 عفونت ویروس ایجاد کند ، با 2000 تا 3000 بستری در بیمارستان و 500 تا 700 بیمار در بخش مراقبت های ویژه. وی در مصاحبه بعدی به اعداد مختلفی اشاره کرد که گفت 70٪ از جمعیت (تقریباً 8 میلیون نفر) می توانند آلوده شوند.
از 4 مارس ، ده مورد جدید قبل از ظهر تأیید شد ، و درمجموع 23 نفر از 9 بیمار جدید اخیراً از ایتالیا بازگشتند.  بیمار دیگر با یک مورد قبلی تماس داشت. چهار مورد در لون حوزه, یک مورد در اسلت,  و یکی در خز. در وول‌جم دو مورد مرتبط ظاهر شد  یک خانواده کامل 7 نفره هنگام بازگشت از تعطیلات اسکی در شمال ایتالیا آلوده شدند.  در ابتدا مقامات بلژیک علی‌رغم درخواست خانواده ، نمی‌خواستند خانواده را برای ویروس آزمایش کنند. علاوه بر این ، معلمی در یک مدرسه ابتدایی در وولگم ، که در همان تعطیلات اسکی خانوادگی در خانواده بود و حتی دو روز و نیم پس از تعطیلات مدرسه به سر کار می رفت و بیمار شد و به بیماری ویروس کووید -19 مبتلا شد. به Agentschap Zorg en Gezondheid مدرسه توصیه کرد که تعطیل نشود. خانه بازنشستگی در گوئک پذیرش بازدید کنندگان به عنوان یک اقدام احتیاطی متوقف شد ، زیرا یک کارمند می توانست با کروناویروس جدید در تماس باشد. جوریس موننس سخنگوی آژانس مراقبت و بهداشت و درمان فلانش ابراز عقیده کرد که این یک اقدام مناسب نبود.
در 4 مارس ، آژانس دفاع اروپا (EDA) تایید کرد که یکی از کارکنان برای کرونا ویروس مثبت بوده و اولین مورد تأیید شده در آن را نشان داده است آژانس های اتحادیه اروپا. مقام ارشد EDA هفته گذشته از سفر به ایتالیا بازگشته بود. وی پس از بازگشت از ایتالیا ، وی هفته گذشته قبل از شروع احساس بیماری در روز شنبه (29 فوریه) در یک نشست تقریباً چهار ساعته با حدود سی مقام دیگر اتحادیه اروپا شرکت کرد. یکی از کارمندان ارتش سرویس اقدام خارجی اروپا کسانی که در جلسه حضور داشتند ، علائم بیماری را نیز آغاز کرده اند. EDA تا 13 مارس همه جلسات را لغو کرده است و سایر نهادهای اتحادیه اروپا نیز اقدامات احتیاطی را انجام می دهند.
در 5 مارس ، 27 مورد تأیید شده جدید توسط دولت گزارش شد (16 مورد در فلاندر ، 9 در والونیا و 2 مورد در بروکسل) که تعداد آنها به 50 مورد رسیده است. از 50 بیمار 1 بیمار بهبود یافته ، 48 نفر در خانه خود قرنطینه می شوند و 1 نفر در بیمارستان سنت پیتر تحت مداوا قرار می گیرد. گزارش شد که موارد جدید در این کشور قرار دارد کنوکئست, زونووان, کلیسای عذاب (روئیزولود) و Vlierzele (از سن-لیووانزوتم).
در 6 مارس ، 59 پرونده جدید توسط دولت گزارش شده است ، که تعداد این پرونده ها به 109 مورد رسیده است (65 مورد در فلاندرز ، 12 مورد در بروکسل ، 31 در والونیا و 1 مورد مداوا).  موارد جدید از جمله موارد دیگری بود که گزارش شده است اوزترزل و سن-کتولیژنوئوه. وزارت بهداشت برای اولین بار تأیید کرد که عفونت در خاک بلژیک رخ داده است.
در 7 مارس ، 60 پرونده جدید توسط دولت تأیید شد (40 مورد در فلاندر ، 5 در بروکسل و 15 در والونیا) که این تعداد را به 169 مورد (105 مورد در فلاندر ، 17 در بروکسل ، 46 در والونیا و 1 درمان) رسانده است.  موارد جدید از جمله موارد دیگری بود که گزارش شده است اوتلان-الکتوران, مل، گان, لوکرن, مر، بلژیوم, لده, تیلدونک و دهکده پوپل. وزارت صحت عامه خاطرنشان کرد: "تعداد بیشتری از عفونت ها به صورت محلی منعقد می شود" ، اما اطلاعاتی در مورد تعداد آنها ارائه نداد.
از 422 نمونه گرفته شده در 7 مارس ، در 8 مارس (16 مورد در فلاندر ، 8 در بروکسل و 7 در والونیا) مثبت شده و تعداد عفونت ها به 200 مورد رسیده است. وزارت بهداشت تایید کرد "گردش خون محلی ویروس از مناطق مختلف  "اما این مکانها را فاش نکرد.
در 10 مارس ، تعداد کل موارد تایید شده 267 نفر بود.
در 11 مارس ، وزیران د بلاک و مارون اعلام کردند که نخستین مرگ در قلمرو بلژیک به دلیل کووید-19 در 10 مارس اتفاق افتاد, یک زن زن 90 ساله از بروکسل که تحت مداوا بود ایتربیئک. دو بیمار دیگر در همان روز درگذشت ، یک نفر 73 ساله و یک نفر 86 ساله که درگذشت سن-ژنوزیو-رود.
در 12 مارس ، 2 عفونت جدید و همچنین 32 مورد مشکوک در خانه بازنشستگی (تر کامرون) در شناسایی شد اوئترمئل-بوآتسفور, یکی از بزرگترین خانه های بازنشستگی منطقه بروکسل است. تعداد کل موارد تایید شده به 399 نفر افزایش یافت. تقریباً 20 بیمار (حدود 5٪) از این 399 بیمار تحت درمان قرار گرفتند.مراقبت‌های ویژه پزشکی. رئیس جمهور  کمیسیون اروپا, اورزولا فن در لاین به کلیه کارکنان آگاه شد که 7 نفر از همکارانشان آزمایش مثبت کرده اند که شش نفر در بلژیک.  وی همچنین به "کلیه همکاران در کارکردهای غیر مهم" دستور داد که تا 5 آوریل از خانه با اثر فوری مشغول به کار شوند ، در حالی که کسانی که "کارکردهای مهم را تضمین می کنند" باید در دو شیفت کار کنند تا خطر عفونت را به حداقل برساند.
در 16 مارس, فیلیپ بلژیک خطاب به ملت و از همه بلژیکی ها خواست تا اقدامات کووید-19 را برای "خود و آسیب پذیرترین افراد در میان ما" احترام بگذارند.
در 21 مارس مشاهده شد که بیش از نیمی از بیماران در بیمارستان اوست-لیبرگ در خنک از اصالت ترکی بودند.  وزیر امور خارجه زحل دمیر از جامعه ترکیه در لیمبورگ خواست تا از اقدامات قرنطینه پیروی کند.
در کنفرانس مطبوعاتی روزانه 27 مارس ، استیون ون گچت اعلام کرد که یک گربه توسط صاحب آن آلوده شده است.  این یک اتفاق نادر بود و تنها سومین بار آلودگی یک حیوان خانگی در سراسر جهان مشاهده شد.  گربه دچار مشکلات تنفسی و گوارشی شد.
تعداد بیشتری از افرادی که آزمایش عروسک رمان مثبت کردند در مقایسه با روزهای گذشته در 28 مارس نسبتاً زیاد بودند زیرا تعداد بیشتری از افراد مورد آزمایش قرار گرفتند و به دلیل اینکه یک آزمایشگاه بزرگ والون تاکنون هیچ موردی را گزارش نکرده و 500 مورد اضافی را از گذشته گزارش کرده است.  روزها با تأخیر.
از 29 مارس ، حدود 20 000 شهروند بلژیکی به دلیل محدودیت سفر در سراسر جهان ، در خارج از کشور گیر افتادند پرو, آفریقای جنوبی, استرالیا و نیوزلند.
در تاریخ 30 مارس اعلام شد که به دلیل سنگین بودن برخی از بیمارستان های استان های لیمبورگ و هاینانو ، طرح توزیع بیماران ICU فعال شده است.

### آوریل ۲۰۲۰
در 31 مارس (داده ها در تاریخ 1 آوریل) ، افت روزانه افزایش بیماران تحت مداوا در بیمارستان ها مشاهده شد.  این امر را می توان با افزایش بیماران مرخص شده توضیح داد: 436 نفر در 24 ساعت گذشته بیمارستان را ترک کردند.
در 2 آوریل ، سلطنت توانست با یک تماس تلفنی 20 دقیقه ای با رئیس جمهور چین به مقامات بلژیک کمک کند شی جین پینگ   و از عبارتی استفاده کرد که یک دوست نیازمند در واقع یک دوست است .

## یادداشت
1. ↑  The actual number of infections is estimated to be much higher than the number of cases confirmed by a laboratory test.
2. ↑  The official reports do not refer to recovered people but to discharged patients.